# 岳塘街道
岳塘街道，是中华人民共和国湖南省湘潭市岳塘区下辖的一个乡镇级行政单位。

## 行政区划
岳塘街道下辖以下地区：
大板房社区、菊花塘社区、木屐塘社区、泗神庙社区、岳塘岭社区、瓦窑塘社区、纯冲塘社区、三株岭社区和莲城社区。